# Węgiel-14
Węgiel-14 (symbol: 14C) – promieniotwórczy izotop węgla, odkryty 27 lutego 1940 roku przez Martina Kamena i Sama Rubena. Jądro atomowe 14C zawiera 6 protonów i 8 neutronów.
Powstaje w górnych warstwach troposfery i w stratosferze w wyniku pochłonięcia neutronu przez jądro atomu azotu 14N. Neutrony te powstają w wyniku oddziaływania promieniowania kosmicznego (składającego się głównie z protonów) z jądrami atomowymi pierwiastków obecnych w atmosferze. Reakcja powstawania nuklidu węgla-14:
n + 147N → 146C + 11H
Powstały węgiel pierwiastkowy jest utleniany do dwutlenku węgla, który wchodzi poprzez fotosyntezę do organicznego obiegu węgla w przyrodzie. Jego radioaktywność sprawia, że jego udział w tkankach w momencie ich powstawania jest największy, a z czasem maleje. Węgiel-14 ulega rozpadowi beta minus tworząc niepromieniotwórczy azot 14N, antyneutrino oraz elektron. Maksymalna energia elektronów (cząstek beta) emitowanych w tym rozpadzie wynosi 156,5 keV. rozpad przebiega zgodnie z równaniem:
146C → 147N + e− + νe
Czas połowicznego rozpadu wynosi 5730 ±40 lat.
Zawartość izotopu 14C w pozostałościach zawierających węgiel jest używana do szacowania wieku przedmiotów metodą datowania radiowęglowego. Jego naturalny udział względem pozostałych izotopów węgla to ok. 1 ppt (0,0000000001%).